# 本益成長比
本益成長比（Price/Earnings to Growth Ratio，PEG），又稱動態股價收益比，最早是由英國投資大師吉姆·史萊特（Jim Slater）提出，經由美國證券投資家彼得·林奇（Peter Lynch）發揚彰顯，史萊特因而被稱為PEG選股法的創始人。PEG指標最先應用於英國證券市場，然當時英國證券市場的影響力較小，該指標並未引起國際間較大的關注。1992年，史萊特的著作《祖魯法則》（The Zule Principle）出版，始將PEG應用在投資和選股的方法推廣到美國。而後，在美國投資大師彼得·林奇的用心推廣下，終於獲得世人的看重，後人甚至將PEG方法的功績歸功於彼得·林奇。 
PEG的选股指标，结合考虑了目标企业的市盈率水準和未来盈利的成长性。一般认为当PEG为 1 时估值合理，数值越低则意味着股价越被低估。史萊特甚至認為要找PEG低於0.75的股票，最好是能低於0.66。

## 计算方法
PEG＝市盈率／净利润增长率
※分母為預估盈餘成長率或一段時間的盈餘成長率平均值皆可。
- 例如：一家公司的市盈率是100倍，未来3至5年年度净利润复合增长率是 50%，该公司的PEG即为 100/50，即PEG为 2。

## 內部連結
- 本益比（PER）
- 每股盈餘（EPS）